# Чемпионат мира по футболу 1966
Чемпионат мира по футболу 1966 года (англ. 1966 FIFA World Cup) — восьмой по счёту чемпионат мира по футболу, который прошёл в Англии с 11 по 30 июля 1966 года. Международная федерация футбола выбрала Англию в качестве страны-хозяйки чемпионата мира в августе 1960 года в честь столетнего юбилея стандартизации футбола в Англии.
Финал турнира прошёл на лондонском стадионе «Уэмбли». В нём сборная Англии победила сборную ФРГ со счётом 4:2, выиграв свой первый (и на данный момент единственный) чемпионат мира.
Это был последний чемпионат мира, транслировавшийся по телевидению в чёрно-белом цвете.

## Выбор места проведения
Англия была выбрана местом проведения чемпионата мира 22 августа 1960 года на Конгрессе ФИФА в Риме, обойдя заявки ФРГ и Испании. Это был первый послевоенный чемпионат, проводимый в стране, непосредственно пострадавшей во Второй мировой войне.

## Отборочный турнир

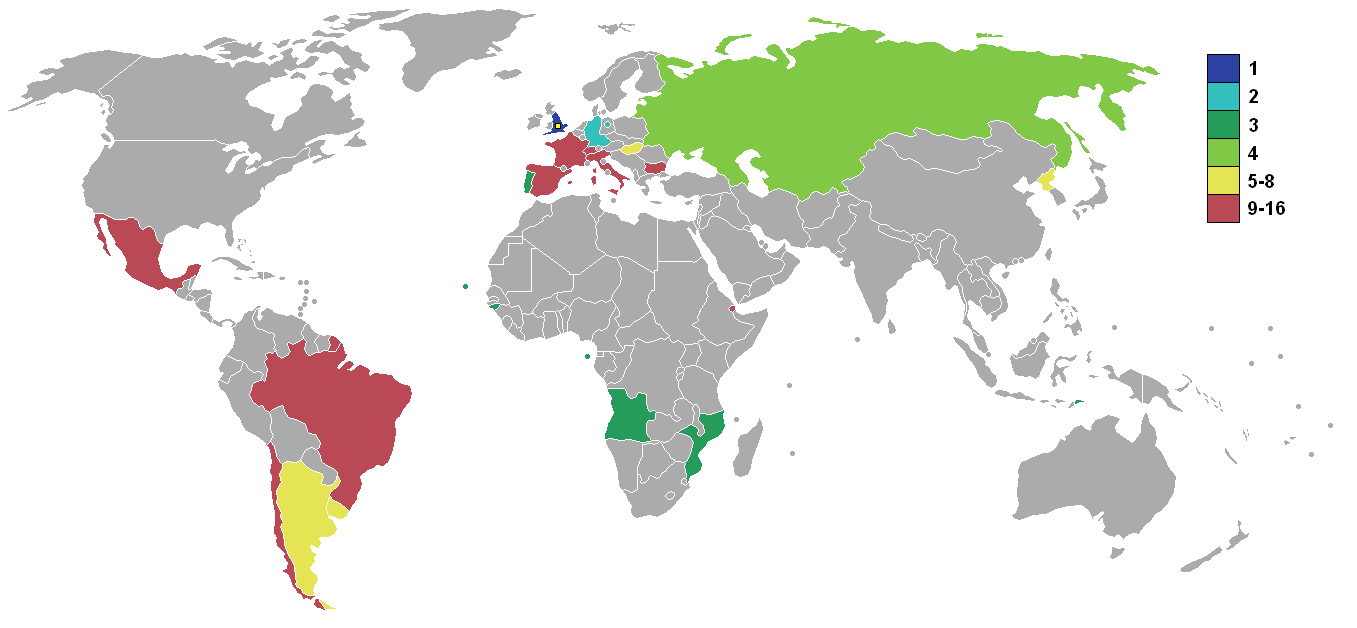
Страны, прошедшие квалификацию.

Чемпионат мира 1966 года ознаменовался скандалом ещё до его начала. Шестнадцать африканских стран бойкотировали турнир в знак протеста против решения ФИФА 1964 года, согласно которому сборная-победитель в зоне Африки должна была играть в формате плей-офф против победителей либо зоны Азии, либо зоны Океании, чтобы попасть в финальную часть чемпионата мира. Представители африканских сборных считали, что Африке должен быть предоставлен прямой выход в финальную часть турнира.
Несмотря на отсутствие африканских команд в квалификационном цикле, был установлен новый рекорд по количеству стран, принявших участие в отборочном турнире (70 стран). В итоге ФИФА приняла решение о том, что в финальную часть турнира выйдут 10 команд из Европы, 4 команды из Южной Америки, 1 команда из Азии и одна из Северной и Центральной Америки.

## Участники финального турнира
| АФК и ОФК (1) - КНДР КАФ (0) - Не участвовали | КОНКАКАФ (1) - Мексика КОНМЕБОЛ (4) - Аргентина - Бразилия - Чили - Уругвай | УЕФА (10) - Болгария - Англия (хозяева) - Франция - Венгрия - Италия - Португалия - СССР - Испания - Швейцария - ФРГ |

## Талисман
Талисманом турнира стал лев Уилли (World Cup Willie). Он же стал первым талисманом в истории чемпионатов мира по футболу и одним из первых талисманов, связанных с крупным спортивным турниром. Лев — традиционный символ Великобритании, на нём надета футболка с флагом Великобритании и надписью World Cup.

## Города и стадионы
Матчи чемпионата мира проводились на стадионах, расположенных в семи городах Англии: Бирмингеме, Ливерпуле, Лондоне, Манчестере, Мидлсбро, Сандерленде и Шеффилде.
На лондонском стадионе «Уайт Сити» прошла только 1 игра в группе 1 между Уругваем и Францией. Матч был запланирован на пятницу — в этот день на «Уэмбли» регулярно проводились собачьи бега. Владелец «Уэмбли» отказался отменять собачьи бега, поэтому матч перенесли на другой лондонский стадион.
| Сандерленд                     | Мидлсбро                                                                               | Ливерпуль                                                                              |
| Рокер Парк                     | Эйрсом Парк                                                                            | Гудисон Парк                                                                           |
| 54°54′52″ с. ш. 1°23′18″ з. д. | 54°33′51″ с. ш. 1°14′49″ з. д.                                                         | 53°26′20″ с. ш. 2°57′58″ з. д.                                                         |
| Вместимость:40 310             | Вместимость:40 310                                                                     | Вместимость:50 151                                                                     |
|                                |                                                                                        |                                                                                        |
| Манчестер                      | Уэмбли Уайт Сити Олд Траффорд Гудисон Парк Рокер Парк Эйрсом Парк Вилла Парк Хиллсборо | Уэмбли Уайт Сити Олд Траффорд Гудисон Парк Рокер Парк Эйрсом Парк Вилла Парк Хиллсборо |
| Олд Траффорд                   | Уэмбли Уайт Сити Олд Траффорд Гудисон Парк Рокер Парк Эйрсом Парк Вилла Парк Хиллсборо | Уэмбли Уайт Сити Олд Траффорд Гудисон Парк Рокер Парк Эйрсом Парк Вилла Парк Хиллсборо |
| 53°27′47″ с. ш. 2°17′29″ з. д. | Уэмбли Уайт Сити Олд Траффорд Гудисон Парк Рокер Парк Эйрсом Парк Вилла Парк Хиллсборо | Уэмбли Уайт Сити Олд Траффорд Гудисон Парк Рокер Парк Эйрсом Парк Вилла Парк Хиллсборо |
| Вместимость:42 730             | Уэмбли Уайт Сити Олд Траффорд Гудисон Парк Рокер Парк Эйрсом Парк Вилла Парк Хиллсборо | Уэмбли Уайт Сити Олд Траффорд Гудисон Парк Рокер Парк Эйрсом Парк Вилла Парк Хиллсборо |
|                                | Уэмбли Уайт Сити Олд Траффорд Гудисон Парк Рокер Парк Эйрсом Парк Вилла Парк Хиллсборо | Уэмбли Уайт Сити Олд Траффорд Гудисон Парк Рокер Парк Эйрсом Парк Вилла Парк Хиллсборо |
| Шеффилд                        | Уэмбли Уайт Сити Олд Траффорд Гудисон Парк Рокер Парк Эйрсом Парк Вилла Парк Хиллсборо | Уэмбли Уайт Сити Олд Траффорд Гудисон Парк Рокер Парк Эйрсом Парк Вилла Парк Хиллсборо |
| Хиллсборо                      | Уэмбли Уайт Сити Олд Траффорд Гудисон Парк Рокер Парк Эйрсом Парк Вилла Парк Хиллсборо | Уэмбли Уайт Сити Олд Траффорд Гудисон Парк Рокер Парк Эйрсом Парк Вилла Парк Хиллсборо |
| 53°24′41″ с. ш. 1°30′02″ з. д. | Уэмбли Уайт Сити Олд Траффорд Гудисон Парк Рокер Парк Эйрсом Парк Вилла Парк Хиллсборо | Уэмбли Уайт Сити Олд Траффорд Гудисон Парк Рокер Парк Эйрсом Парк Вилла Парк Хиллсборо |
| Вместимость:42 730             | Уэмбли Уайт Сити Олд Траффорд Гудисон Парк Рокер Парк Эйрсом Парк Вилла Парк Хиллсборо | Уэмбли Уайт Сити Олд Траффорд Гудисон Парк Рокер Парк Эйрсом Парк Вилла Парк Хиллсборо |
|                                | Уэмбли Уайт Сити Олд Траффорд Гудисон Парк Рокер Парк Эйрсом Парк Вилла Парк Хиллсборо | Уэмбли Уайт Сити Олд Траффорд Гудисон Парк Рокер Парк Эйрсом Парк Вилла Парк Хиллсборо |
| Лондон                         | Лондон                                                                                 | Бирмингем                                                                              |
| Уэмбли                         | Уайт Сити                                                                              | Вилла Парк                                                                             |
| 51°33′21″ с. ш. 0°16′46″ з. д. | 51°33′20″ с. ш. 0°16′47″ з. д.                                                         | 52°30′33″ с. ш. 1°53′05″ з. д.                                                         |
| Вместимость:100 000            | Вместимость:76 567                                                                     | Вместимость:55 000                                                                     |
|                                |                                                                                        |                                                                                        |

## Судьи
КАФ
- Али Кандиль[англ.]

АФК
- Менахем Ашкенази[англ.]

КОНМЕБОЛ
- Хосе Мария Кодесаль
- Роберто Гойкоэчеа
- Армандо Маркес[англ.]
- Артуро Ямасаки Мальдонадо

УЕФА
- Джон Адэр
- Тофик Бахрамов
- Лео Каллаган[англ.]
- Жуакин Кампуш
- Кен Дагналл[англ.]
- Готтфрид Динст
- Джим Финни[англ.]
- Кароль Гальба[англ.]
- Хуан Гардеасабаль[англ.]
- Рудольф Крайтляйн
- Кончетто Ло Белло
- Бертил Лёв
- Джордж Маккейб[англ.]
- Хью Филлипс
- Димитр Руменчев
- Пьер Швинте
- Курт Ченшер[англ.]
- Константин Зечевич
- Иштван Жолт

## Обзор турнира
За четыре месяца до турнира, в марте 1966 приз чемпионата мира — кубок Жюля Риме, выставленный на всеобщее обозрение — был похищен. Стартовала общенациональная кампания по поиску похищенного кубка. В итоге статуэтку, завёрнутую в газету, обнаружила собака по кличке Пиклз в зарослях кустарника в Лондоне. 
На случай, если бы оригинальный кубок всё же не был бы найден, Футбольная ассоциация Англии изготовила его точную копию (она хранится в Национальном футбольном музее в Манчестере).

### Групповой этап
Формат проведения турнира остался таким же, как и в 1962 году: 16 сборных были разделены на четыре группы по четыре участника в каждой, две лучшие команды в каждой группе выходили в четвертьфинал. Жеребьёвка финального турнира прошла 6 января 1966 года в Лондоне и стала первой в истории жеребьёвкой, которую показали по телевидению. Сборные Англии, ФРГ, Бразилии и Италии были изначально разнесены в разные группы, остальные участники определялись жребием.
Несмотря на рекордные для того времени показатели посещаемости матчей, на чемпионате мира 1966 года было забито не так много мячей, так как сборные начали играть в более тактическом и оборонительном стиле. Показательным примером в этом плане является сборная Англии, завершившая группу 1 на первом месте лишь с четырьмя забитыми голами, но не пропустив ни одного. Уругвай стал второй командой, вышедшей из группы 1, а команды Мексики и Франции покинули турнир после первого раунда. Все матчи в этой группе были сыграны на стадионе «Уэмбли» (кроме матча между Уругваем и Францией, который прошел на «Уайт Сити»).
Из группы 2 вышли сборные ФРГ и Аргентины, набравшие по 5 очков. Сборная Испании набрала 2 очка, а сборная Швейцарии проиграла все три своих матча.
Матчи группы 3 прошли на северо-западе Англии: их приняли стадионы «Олд Траффорд» и «Гудисон Парк». Чемпионы мира, сборная Бразилии, заняли в группе лишь третье место, уступив Португалии и Венгрии. Последнее место в группе заняла сборная Болгарии. Бразильцы проиграли венграм и португальцам в двух матчах, обслуживаемых английскими арбитрами Кеном Дагнэллом и Джорджем Маккейбом соответственно. Сборная Португалии впервые принимала участие в финальной части чемпионатов мира и выступила крайне удачно, выиграв все три своих матча группового этапа, во многом благодаря действиям своего нападающего Эйсебио, ставшего лучшим бомбардиром турнира с девятью забитыми мячами.
В группе 4 также не обошлось без сенсации. Сборная Северной Кореи обыграла сборную Италии со счётом 1:0 и вышла из группы со второго места наряду со сборной СССР, занявшей первое место. Итальянцы и сборная Чили не вышли из группы.

### Стадия плей-офф
В 1/4 финала сборная ФРГ обыграла Уругвай со счётом 4:0, но южноамериканцы обвинили в этом результате арбитра (им был Джим Финни), который не заметил игру рукой Шнеллингера на линии ворот и удалил с поля двух игроков сборной Уругвая. Сборная КНДР вела в матче со сборной Португалии со счётом 3:0, но благодаря «покеру» Эйсебио и голу Жозе Аугушту Португалия смогла вырвать победу в этом потрясающем матче.
Матч 1/4 финала между сборными СССР и Венгрии завершился победой советских футболистов со счётом 2:1. В матче между сборными Аргентины и Англии победу с минимальным счётом одержали англичане. Арбитр удалил в этой встрече игрока аргентинской сборной Антонио Раттина. Впоследствии немецкий арбитр Рудольф Крайтляйн признался, что он удалил Раттина, так как ему не понравилось, как он на него смотрит (арбитр не знал испанского). Раттин отказался покидать поле, и его пришлось выводить нескольким полицейским. Через 30 минут Англия забила единственный гол в этой встрече. Этот матч в Аргентине до сих пор называют el robo del siglo (ограбление века).
В первом полуфинальном матче встретились сборные Англии и Португалии. Первоначально планировалось проводить первый полуфинал на «Гудисон Парк» в Ливерпуле, но футбольные функционеры англичан перенесли место проведения матча на лондонский «Уэмбли». Бобби Чарльтон забил два гола в этом матче, а португальцы забили лишь один с пенальти на 82-й минуте, когда Джек Чарльтон умышленно сыграл рукой на линии ворот. Другой полуфинал также завершился со счётом 2:1: сборная ФРГ выиграла у сборной СССР. В матче за третье место португальцы победили сборную СССР со счётом 2:1. Эти достижения (3 и 4 места) на 2024 год остаются высшими достижениями Португалии и СССР (России) на чемпионатах мира.

## Групповой этап

### Группа 1
| Поз | Команда | И | В | Н | П | МЗ | МП | СМ    | РМ | О | Квалификация     |
| --- | ------- | - | - | - | - | -- | -- | ----- | -- | - | ---------------- |
| 1   | Англия  | 3 | 2 | 1 | 0 | 4  | 0  | —     | +4 | 5 | Выход в плей-офф |
| 2   | Уругвай | 3 | 1 | 2 | 0 | 2  | 1  | 2,000 | +1 | 4 | Выход в плей-офф |
| 3   | Мексика | 3 | 0 | 2 | 1 | 1  | 3  | 0,333 | −2 | 2 |                  |
| 4   | Франция | 3 | 0 | 1 | 2 | 2  | 5  | 0,400 | −3 | 1 |                  |

| Англия | 0:0     | Уругвай |
| ------ | ------- | ------- |
|        | (отчёт) |         |

| Франция   | 1:1     | Мексика   |
| --------- | ------- | --------- |
| Оссер 62′ | (отчёт) | Борха 48′ |

| Уругвай                 | 2:1     | Франция               |
| ----------------------- | ------- | --------------------- |
| - Роча 26′ - Кортес 31′ | (отчёт) | де Бургуэн 15′ (пен.) |

| Англия                       | 2:0     | Мексика |
| ---------------------------- | ------- | ------- |
| - Б. Чарльтон 37′ - Хант 75′ | (отчёт) |         |

| Мексика | 0:0     | Уругвай |
| ------- | ------- | ------- |
|         | (отчёт) |         |

| Англия       | 2:0     | Франция |
| ------------ | ------- | ------- |
| Хант 38′ 75′ | (отчёт) |         |

### Группа 2
| Поз | Команда   | И | В | Н | П | МЗ | МП | СМ    | РМ | О | Квалификация     |
| --- | --------- | - | - | - | - | -- | -- | ----- | -- | - | ---------------- |
| 1   | ФРГ       | 3 | 2 | 1 | 0 | 7  | 1  | 7,000 | +6 | 5 | Выход в плей-офф |
| 2   | Аргентина | 3 | 2 | 1 | 0 | 4  | 1  | 4,000 | +3 | 5 | Выход в плей-офф |
| 3   | Испания   | 3 | 1 | 0 | 2 | 4  | 5  | 0,800 | −1 | 2 |                  |
| 4   | Швейцария | 3 | 0 | 0 | 3 | 1  | 9  | 0,111 | −8 | 0 |                  |

| ФРГ                                                       | 5:0     | Швейцария |
| --------------------------------------------------------- | ------- | --------- |
| - Хельд 16′ - Халлер 21′ 77′ (пен.) - Беккенбауэр 40′ 52′ | (отчёт) |           |

| Аргентина      | 2:1     | Испания   |
| -------------- | ------- | --------- |
| Артиме 65′ 79′ | (отчёт) | Пирри 71′ |

| Испания                    | 2:1     | Швейцария  |
| -------------------------- | ------- | ---------- |
| - Санчис 57′ - Амансио 75′ | (отчёт) | Кентен 31′ |

| Аргентина | 0:0     | ФРГ |
| --------- | ------- | --- |
|           | (отчёт) |     |

| Аргентина                | 2:0     | Швейцария |
| ------------------------ | ------- | --------- |
| - Артиме 52′ - Онега 79′ | (отчёт) |           |

| ФРГ                        | 2:1     | Испания         |
| -------------------------- | ------- | --------------- |
| - Эммерих 39′ - Зеелер 84′ | (отчёт) | Хосеп Фусте 23′ |

### Группа 3
| Поз | Команда    | И | В | Н | П | МЗ | МП | СМ    | РМ | О | Квалификация     |
| --- | ---------- | - | - | - | - | -- | -- | ----- | -- | - | ---------------- |
| 1   | Португалия | 3 | 3 | 0 | 0 | 9  | 2  | 4,500 | +7 | 6 | Выход в плей-офф |
| 2   | Венгрия    | 3 | 2 | 0 | 1 | 7  | 5  | 1,400 | +2 | 4 | Выход в плей-офф |
| 3   | Бразилия   | 3 | 1 | 0 | 2 | 4  | 6  | 0,667 | −2 | 2 |                  |
| 4   | Болгария   | 3 | 0 | 0 | 3 | 1  | 8  | 0,125 | −7 | 0 |                  |

| Бразилия                  | 2:0     | Болгария |
| ------------------------- | ------- | -------- |
| - Пеле 15′ - Гарринча 63′ | (отчёт) |          |

| Португалия                         | 3:1     | Венгрия  |
| ---------------------------------- | ------- | -------- |
| - Жозе Аугушту 2′ 67′ - Торриш 90′ | (отчёт) | Бене 60′ |

| Венгрия                                   | 3:1     | Бразилия   |
| ----------------------------------------- | ------- | ---------- |
| - Бене 2′ - Фаркаш 64′ - Месёй 73′ (пен.) | (отчёт) | Тостао 14′ |

| Португалия                                   | 3:0     | Болгария |
| -------------------------------------------- | ------- | -------- |
| - Вуцов 7′ (авт.) - Эйсебио 38′ - Торриш 81′ | (отчёт) |          |

| Португалия                      | 3:1     | Бразилия  |
| ------------------------------- | ------- | --------- |
| - Симойнш 15′ - Эйсебио 27′ 85′ | (отчёт) | Рилдо 73′ |

| Венгрия                                     | 3:1     | Болгария      |
| ------------------------------------------- | ------- | ------------- |
| - Давидов 43′ (авт.) - Месёй 45′ - Бене 54′ | (отчёт) | Аспарухов 15′ |

### Группа 4
| Поз | Команда | И | В | Н | П | МЗ | МП | СМ    | РМ | О | Квалификация     |
| --- | ------- | - | - | - | - | -- | -- | ----- | -- | - | ---------------- |
| 1   | СССР    | 3 | 3 | 0 | 0 | 6  | 1  | 6,000 | +5 | 6 | Выход в плей-офф |
| 2   | КНДР    | 3 | 1 | 1 | 1 | 2  | 4  | 0,500 | −2 | 3 | Выход в плей-офф |
| 3   | Италия  | 3 | 1 | 0 | 2 | 2  | 2  | 1,000 | 0  | 2 |                  |
| 4   | Чили    | 3 | 0 | 1 | 2 | 2  | 5  | 0,400 | −3 | 1 |                  |

| СССР                                 | 3:0     | КНДР |
| ------------------------------------ | ------- | ---- |
| - Малофеев 31′ 88′ - Банишевский 33′ | (отчёт) |      |

| Италия                     | 2:0     | Чили |
| -------------------------- | ------- | ---- |
| - Маццола 8′ - Баризон 88′ | (отчёт) |      |

| Чили              | 1:1     | КНДР             |
| ----------------- | ------- | ---------------- |
| Маркос 26′ (пен.) | (отчёт) | Пак Сын Джин 88′ |

| СССР         | 1:0     | Италия |
| ------------ | ------- | ------ |
| Численко 57′ | (отчёт) |        |

| КНДР          | 1:0     | Италия |
| ------------- | ------- | ------ |
| Пак Ду Ик 42′ | (отчёт) |        |

| СССР            | 2:1     | Чили       |
| --------------- | ------- | ---------- |
| Поркуян 28′ 85′ | (отчёт) | Маркос 32′ |

## Плей-офф

### Сетка плей-офф
|  | Четвертьфинал             | Четвертьфинал       |                           |   | Полуфинал         | Полуфинал         |  |  | Финал | Финал |
|  |                           |                     |                           |   |                   |                   |  |  |       |       |
|  | 23 июля — Лондон (Уэмбли) |                     |                           |   |                   |                   |  |  |       |       |
|  |                           |                     |                           |   |                   |                   |  |  |       |       |
|  | Англия                    | 1                   |                           |   |                   |                   |  |  |       |       |
|  | Англия                    | 1                   | 26 июля — Лондон (Уэмбли) |   |                   |                   |  |  |       |       |
|  | Аргентина                 | 0                   |                           |   |                   |                   |  |  |       |       |
|  | Аргентина                 | 0                   | Англия                    | 2 |                   |                   |  |  |       |       |
|  | 23 июля — Ливерпуль       |                     | Англия                    | 2 |                   |                   |  |  |       |       |
|  |                           | Португалия          | 1                         |   |                   |                   |  |  |       |       |
|  | Португалия                | Португалия          | 1                         | 5 |                   |                   |  |  |       |       |
|  | Португалия                |                     | 30 июля — Лондон (Уэмбли) | 5 |                   |                   |  |  |       |       |
|  | КНДР                      | 3                   |                           |   |                   |                   |  |  |       |       |
|  | КНДР                      | 3                   | Англия (доп. вр.)         | 4 |                   |                   |  |  |       |       |
|  | 23 июля — Шеффилд         |                     | Англия (доп. вр.)         | 4 |                   |                   |  |  |       |       |
|  |                           | ФРГ                 | 2                         |   |                   |                   |  |  |       |       |
|  | ФРГ                       | ФРГ                 | 2                         | 4 |                   |                   |  |  |       |       |
|  | ФРГ                       | 25 июля — Ливерпуль |                           | 4 |                   |                   |  |  |       |       |
|  | Уругвай                   | 0                   |                           |   |                   |                   |  |  |       |       |
|  | Уругвай                   | 0                   | ФРГ                       | 2 |                   |                   |  |  |       |       |
|  | 23 июля — Сандерленд      |                     | ФРГ                       | 2 |                   |                   |  |  |       |       |
|  |                           | СССР                | 1                         |   | Матч за 3-е место | Матч за 3-е место |  |  |       |       |
|  | СССР                      | СССР                | 1                         | 2 | Матч за 3-е место | Матч за 3-е место |  |  |       |       |
|  | СССР                      |                     | 28 июля — Лондон (Уэмбли) | 2 |                   |                   |  |  |       |       |
|  | Венгрия                   | 1                   |                           |   |                   |                   |  |  |       |       |
|  | Венгрия                   | 1                   | Португалия                | 2 |                   |                   |  |  |       |       |
|  |                           |                     |                           |   |                   |                   |  |  |       |       |
|  | СССР                      | 1                   |                           |   |                   |                   |  |  |       |       |
|  | СССР                      | 1                   |                           |   |                   |                   |  |  |       |       |

### Четвертьфиналы
| Англия    | 1:0     | Аргентина |
| --------- | ------- | --------- |
| Херст 78′ | (отчёт) |           |

| ФРГ                                             | 4:0     | Уругвай |
| ----------------------------------------------- | ------- | ------- |
| - Халлер 11′ 83′ - Беккенбауэр 70′ - Зеелер 75′ | (отчёт) |         |

| СССР                        | 2:1     | Венгрия  |
| --------------------------- | ------- | -------- |
| - Численко 5′ - Поркуян 46′ | (отчёт) | Бене 57′ |

| Португалия                                                 | 5:3     | КНДР                                               |
| ---------------------------------------------------------- | ------- | -------------------------------------------------- |
| - Эйсебио 27′ 43′ (пен.) 56′ 59′ (пен.) - Жозе Аугушту 80′ | (отчёт) | - Пак Сын Джин 1′ - Ли Дон Ун 22′ - Ян Сын Гук 25′ |

### Полуфиналы
| ФРГ                            | 2:1     | СССР        |
| ------------------------------ | ------- | ----------- |
| - Халлер 43′ - Беккенбауэр 67′ | (отчёт) | Поркуян 88′ |

| Англия              | 2:1     | Португалия         |
| ------------------- | ------- | ------------------ |
| Б. Чарльтон 30′ 80′ | (отчёт) | Эйсебио 82′ (пен.) |

### Матч за третье место
| Португалия                        | 2:1     | СССР           |
| --------------------------------- | ------- | -------------- |
| - Эйсебио 12′ (пен.) - Торриш 89′ | (отчёт) | - Малофеев 43′ |

### Финал
| Англия                             | 4:2 (доп. вр.) | ФРГ                      |
| ---------------------------------- | -------------- | ------------------------ |
| - Херст 18′ 101′ 120′ - Питерс 78′ | (отчёт)        | - Халлер 12′ - Вебер 90′ |

## Бомбардиры

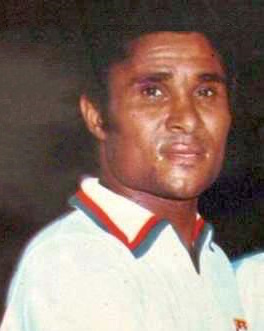
Эйсебио стал лучшим бомбардиром чемпионата мира

9 голов
- Эйсебио

6 голов
- Хельмут Халлер

4 гола
- Джефф Херст
- Франц Беккенбауэр
- Ференц Бене
- Валерий Поркуян

3 гола
- Луис Артиме
- Бобби Чарльтон
- Роджер Хант
- Жозе Аугушту
- Жозе Торриш
- Эдуард Малофеев

2 гола
- Кальман Месёй
- Пак Сын Джин
- Игорь Численко
- Уве Зеелер
- Рубен Маркос

1 гол
- Мартин Питерс
- Эрминдо Онега
- Георги Аспарухов
- Гарринча
- Пеле
- Рилдо
- Тостао
- Янош Фаркаш
- Амансио
- Пирри
- Мануэль Санчис
- Хосеп Фусте
- Паоло Баризон
- Сандро Маццола
- Ли Дон Ун
- Пак Ду Ик
- Ян Сын Гук
- Энрике Борха
- Антониу Симойнш
- Анатолий Банишевский
- Хулио Сесар Кортес
- Педро Роча
- Эктор де Бургуан
- Жерар Оссер
- Вольфганг Вебер
- Лотар Эммерих
- Зигфрид Хельд
- Рене-Пьер Кентен

Автоголы
- Иван Вуцов (в матче с командой Португалии)
- Иван Давидов (в матче с командой Венгрии)

## Чемпионат в филателии

Почтовые марки СССР
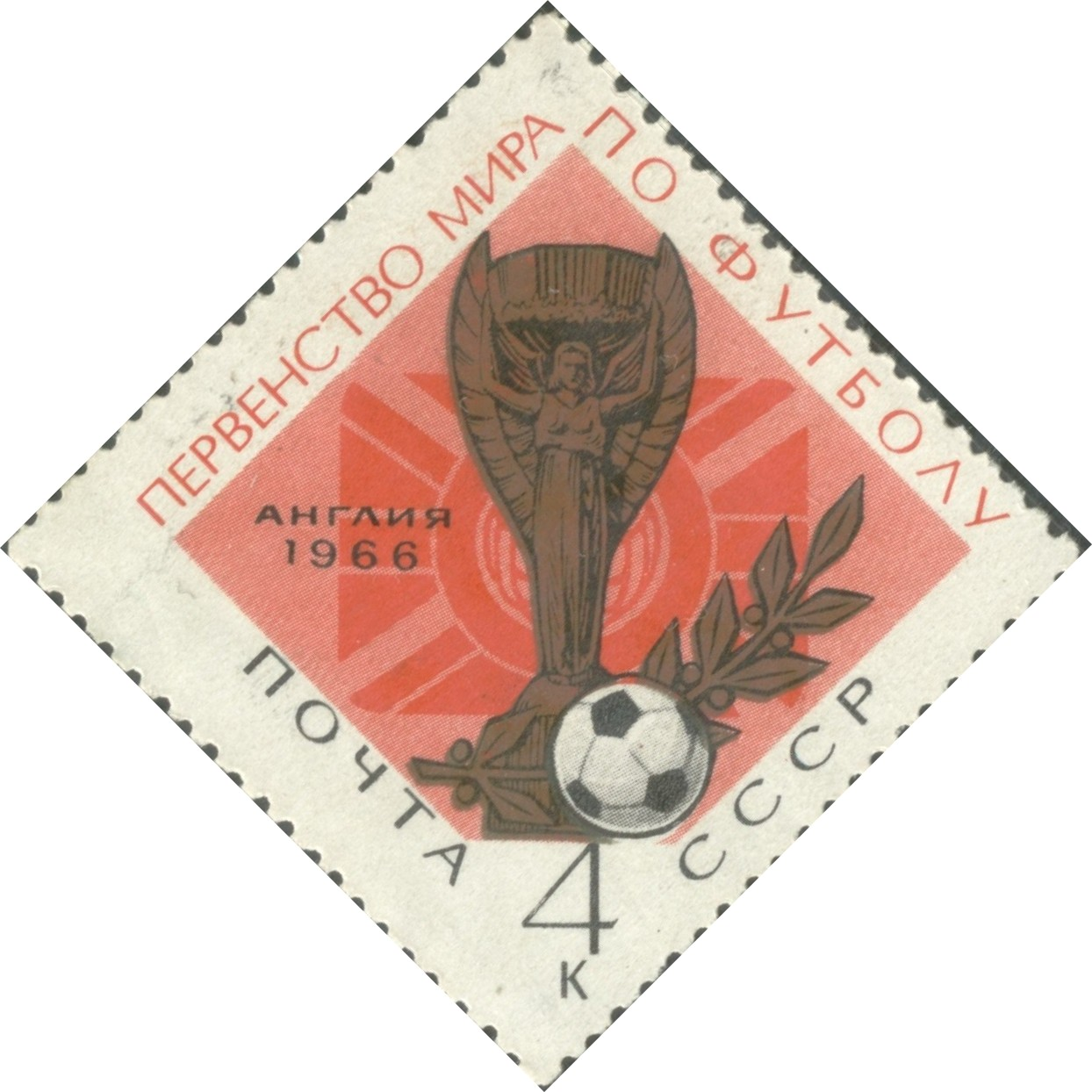
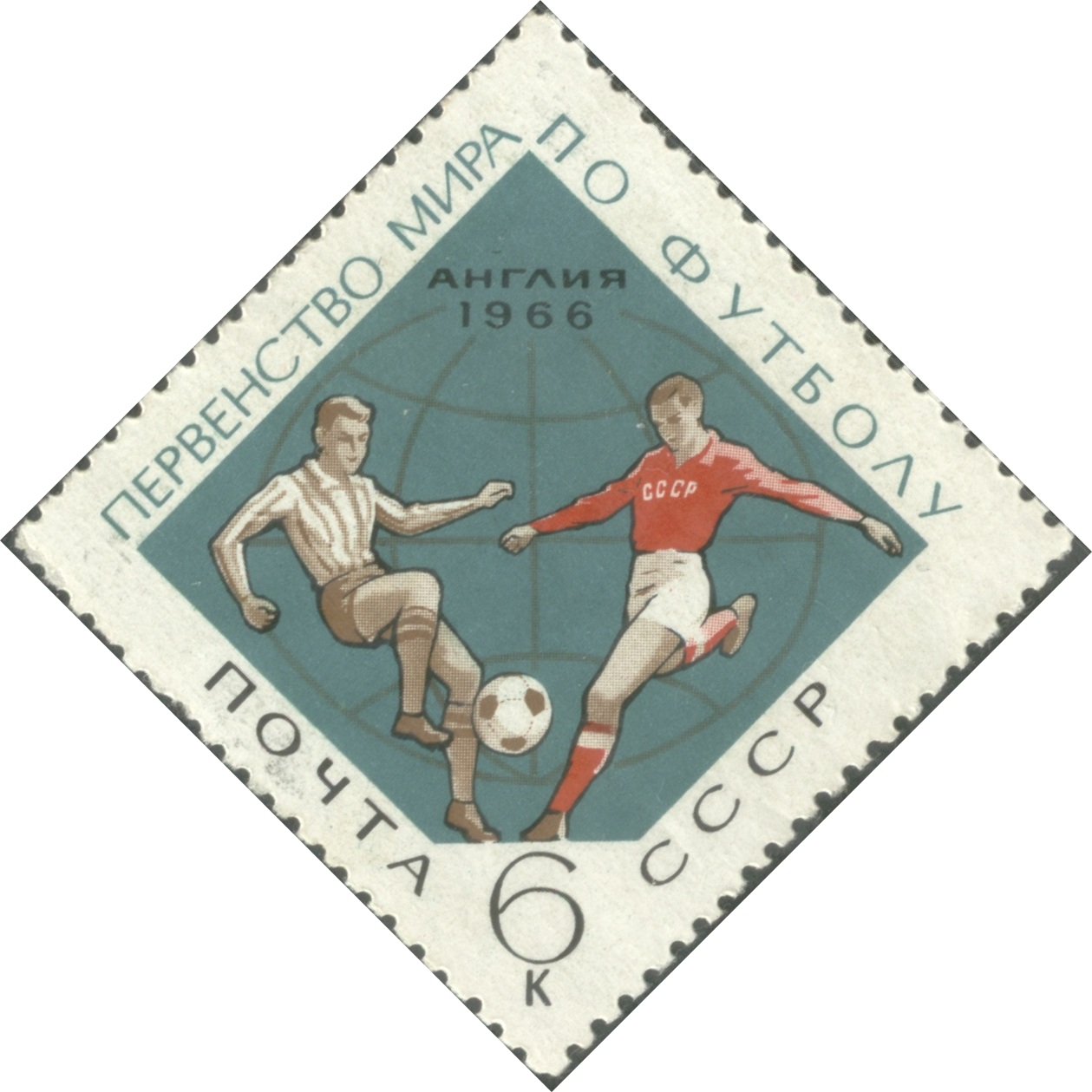
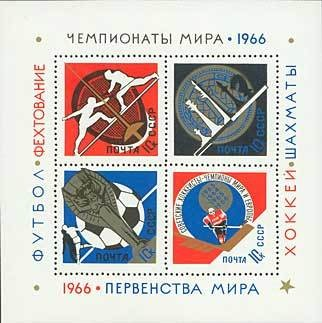
Почтовый блок 1966 г. Чемпионаты мира 1966